# Guillem de Sully
Guillem de Sully, anomenat Guillem el Simple (c. 1085 - † c. 1150) fou comte de Blois i de Chartres entre el 1102 i el 1107, i comte iure uxoris de Sully. Guillem va ser el primogènit del comte Esteve II de Blois i de la seva dona Adela d'Anglaterra, filla de Guillem I d'Anglaterra, i germà gran del comte Teobald II de Xampanya, del rei Esteve d'Anglaterra i d'Enric, bisbe de Winchester.

## Biografia
Davant la manca de descendència masculina del rei Enric I d'Anglaterra, Guillem era l'hereter masculí legítim més vell de la línia de Guillem el Conqueridor. D'aquesta manera, era el principal rival pel tron de Matilde, filla d'Enric, per heretar el tron quan ell morís. Tanmateix, no va ser considerat candidat a la corona anglesa. Diversos historiadors han pres l'opinió que fou ignorat a causa d'una deficiència mental, per això l'apel·latiu «Guillem el Simple». Tot i que àmpliament discutit, això no ha estat pogut demostrat mai.

## Matrimoni i descendència
El 1104, Guillem es va casar amb Agnès de Sully, heretera del feu de Sully-sur-Loire. Van tenir els fills següents:
- Raül (1102-1176), abat de Cluny
- Margarida (1105-1145), casada amb Enric I, comte d'Eu i senyor de Hastings
- Enric († 1189), abat de Fécamp
- Rudolf (1104-1176)
- Isabel (1105-1128), abadessa de Caen
- Eudes-Arquimbald III de Xampanya, senyor de Sully